# Тюхе
Тю́хе (Тихе, Тихэ, Тиха, Тихея, др.-греч. Τύχη, «случайность», то, что выпало по жребию) — в древнегреческой мифологии божество случая, богиня удачи и судьбы.
В древнеримской мифологии ей соответствует Фортуна. Тюхе не встречалась в классической мифологии, а, как отмечает А. А. Тахо-Годи, появилась только в эпоху эллинизма как сознательное противопоставление древнему представлению о неизменной судьбе. Она символизирует изменчивость мира, его неустойчивость и случайность.
Впоследствии Тюхе становится не столько богиней удачи, сколько божеством, олицетворяющим счастливый случай.
Имя Тюхе, океаниды и спутницы Персефоны, впервые встречается в гомеровском гимне к Деметре, но там она не имеет ничего общего с богиней Тюхе. Гесиод также причисляет её к дочерям Океана и Тефиды (theog. 360).
У Архилоха Тюхе находится рядом с Мойрой; у Пиндара она — дочь Зевса и тоже близка мойрам. Павсаний соглашается со словами Пиндара, что Тюхе — одна из Мойр и она сильнее своих сестёр. У орфиков Тюхе ассоциируется с Артемидой.
Атрибутом Тюхе являлось колесо, вращение которого, — «то, что было вверху, будет внизу», — символизировало переменчивость удачи. Отсюда, с соответствием Тюхе в римской мифологии Фортуны — выражение, ставшее крылатым: «колесо Фортуны». Также её атрибутом является Рог изобилия.
Ей стали поклоняться в Афинах в V веке до н. э., и её культ особенно распространился в эпоху эллинизма. Ряд городов, в частности Антиохия и Александрия считали её своей богиней-покровительницей.
Тюхе персонифицируется в драмах Еврипида и выступает важной движущей силой в эллинистической драме. Действующее лицо комедии Менандра «Щит». Её статуя работы Праксителя в Мегарах. Статуя в Коринфе. Некоторые считают её созвездием Девы.
В честь Тюхе назван астероид (258) Тихея, открытый в 1886 году.